# ファミリーシリーズ
ファミリーシリーズ（Family Series）は、1986年12月10日にナムコおよびバンダイナムコゲームス（現：バンダイナムコエンターテインメント）が発売したファミリーコンピュータ（ファミコン）用ソフト『プロ野球ファミリースタジアム』（以下、『初代ファミスタ』）をはじめ、同社から発売されたタイトルに「ファミリー」を冠した日本のコンピュータゲーム作品の総称である。

## 概要
『初代ファミスタ』が発売された翌年以降、『ファミリージョッキー』を皮切りに、「ファミリー」を冠したファミコンソフトを次々と発売した。その後、『ファミスタ』をはじめ「ファミリー」を冠したソフトがファミコン以外の任天堂製ゲーム機でも発売された。それらを「ファミリーシリーズ」または当時の家庭用ゲームソフト（パソコン用ソフト含む）に使用されたブランド名「ナムコット（namcot）」を冠し「ナムコットファミリーシリーズ（Namcot Family Series）」と総称されることがある（後者については、商標登録もされている）。
多くの作品はファミスタ同様シリーズ化や他機種への移植が行われている。このうち、ファミコンの『ファミリーボクシング』については、続編となる作品がソニーから発売されたMSX2用ソフト『ファミリーボクシング MSXタイトルマッチ』のみで、ほかはファミコン版の移植だった。
また、ファミスタの姉妹作『プロ野球ワールドスタジアム』についても、アーケードやPCエンジンにおいて、「ワールド」を冠した他ジャンルの作品を発表した（『プロテニス ワールドコート』『ワールドサーキット』『ワールドジョッキー』）。
2008年に発売された一連のWii用体感型スポーツゲーム作品については、「「ファミリープロジェクト」シリーズ」「スポーツわいわい」というシリーズ名も使われている。また、1986年から1989年にバンダイがファミコン用ソフトとして発売していた『ファミリートレーナー』シリーズも、このとき発売したWii版より本シリーズに吸収された。
家庭用ゲーム機以外でも、業務用のボウリングゲームとして『ファミリーボウル』を1998年に稼働開始。また、携帯アプリでも「ファミリー」を冠するオリジナルタイトルが複数配信されている。

## 作品一覧
- ファミスタシリーズ（1986年より。一部開発元はコンパイル、一部発売元はゲームアーツ）
- ファミリージョッキーシリーズ（1987年より）
- ファミリーボクシングシリーズ（1987年より。元は1985年にウッドプレイスから発売されたアーケードゲーム『KING OF BOXER』。続編はソニー発売）
- ファミリーテニスシリーズ（1987年より）
- ファミリーマージャンシリーズ（1987年より。日本物産開発）
- ファミリーサーキットシリーズ（1987年より。ゲームスタジオ開発）
- ファミリーピンボール（1989年。アートマン開発）
- ファミリーボウル（1998年。アーケードゲーム）
- スーパーファミリーゲレンデ（1998年。専用カセットによる書き換えサービスのニンテンドウパワーを通じて販売されたスーパーファミコン用ゲームソフト）
- ファミリーゲートボール（2004年。携帯アプリ）
- ファミリービーチバレー（2004年。携帯アプリ）
- ファミリー将棋（2005年。携帯アプリ）[注 6]
- ファミリービリヤード（2005年。携帯アプリ）
- ファミリーダーツ（2005年。携帯アプリ）
- ファミリートレーナーシリーズ（2008年より。バンダイナムコゲームス発売。元は1986年から1989年にバンダイから発売）
- ファミリースキーシリーズ（2008年。バンダイナムコゲームス発売）
- ファミリーフィッシング（2011年。バンダイナムコゲームス発売。Wii）

## CM
「スポーツわいわい」シリーズと銘打った一連のWii用ソフトが発売される2008年1月中旬から6月にかけて、タッキー&翼を起用したTVCMが全国ネットで放送された。

## 備考
「ファミリー」を冠しないため通例はシリーズ作品として扱われないが、1988年よりファミコンで2タイトルが発売されたゴルフゲーム『ナムコクラシック』（1992年発売の『II』は1998年に『ナムコアンソロジー2』収録の1タイトルとしてリメイク）、またスーパーファミコンで発売された実質的続編の『ナムコットオープン』が関連作品として存在する。1989年には姉妹作としてアーケードゲーム『プロゴルフ グランドスラム』がリリースされる予定であったが、開発中止となっている。